# 18729 Потентіно
18729 Потентіно (18729 Potentino) — астероїд головного поясу, відкритий 22 травня 1998 року.
Тіссеранів параметр щодо Юпітера — 3,268.